# Will Arnett
Pour les articles homonymes, voir Arnett (homonymie).
William Emmerson Arnett, dit Will Arnett, né le 4 mai 1970 à Toronto, en Ontario au Canada, est un acteur canado-américain.

## Biographie
Will Arnett fait ses études dans plusieurs écoles françaises de Toronto. Il parle couramment français. Ses parents sont Edith (née Palk) et Emerson James Arnett. Son père fut président de Molson Breweries (en).

### Vie privée
Il était marié à l'actrice Amy Poehler depuis 2003, le couple annonce leur séparation en septembre 2012. Ils ont deux enfants ensemble : Archibald William Emerson Arnett (né le 25 octobre 2008) et Abel James Arnett (né le 6 août 2010).

## Carrière
Il commence sa carrière au cinéma en 1996 dans les films Close Up et Ed's Next Move.
En 2000, il joue dans le long métrage The Acting Class de Jill Hennessy et Elizabeth Holder.
Il est principalement connu grâce à son rôle de GOB (George Oscar Bluth) dans la série comique Arrested Development qu'il tient entre 2003 et 2013, rôle qui lui permet d'être nommé aux Emmy Awards.
En 2004, il joue sous la direction de J.C Chandor dans le court métrage Despacito et sous celle de son ex-femme, Amy Poehler, dans le téléfilm Soundtracks Live.
L'année suivante il tourne aux côtés de Maggie Gyllenhaal et Jim Parsons dans The Great New Wonderful de Danny Leiner et également avec Jennifer Lopez, Michael Vartan et Jane Fonda dans Sa mère ou moi !
En 2006, il prête sa voix au film d'animation L'Âge de glace 2 et joue également dans Petits suicides entre amis, Camping Car (avec Robin Williams) de Barry Sonnenfeld et Bienvenue en prison de Bob Odenkirk, pour lequel il tourne également dans le film Les Frères Solomon sorti l'année d'après. Toujours en 2007, il prête sa voix pour le court métrage Don't d'Edgar Wright.
En 2009, il joue dans le film Brief Interviews with Hideous Men de John Krasinski et aux côtés d'Amy Poehler dans Spring Breakdown, qu'il retrouve l'année suivante lors d'un épisode de Parks and Recreation.
En 2010, il joue le rôle de Antonio (un artiste italien, qui tombe fou amoureux de Beth) dans le film C'était à Rome aux côtés de Kristen Bell et Josh Duhamel.
Entre 2011 et 2012, on peut le retrouver dans une nouvelle série de la chaîne NBC, Up all night qui suit les aventures de la paternité d'un père au foyer tandis que sa femme garde son job. Il y joue le rôle de Chris, le père qui quitte son poste d'avocat pour se consacrer à sa fille.
Entre 2013 et 2015, il interprète le rôle de Nathan dans la nouvelle comédie de CBS, The Millers.
Il a également fait la voix de plusieurs personnages animés, comme le cheval anthropomorphe BoJack Horseman ou la version Lego de Batman dans La Grande Aventure Lego.
En 2019, il intègre le casting de la saison 2 de Riviera avec Julia Stiles, Lena Olin, Roxane Duran et Poppy Delevingne (entre autres)
En 2020, il anime Lego Masters, série télévisée américaine de concours de réalité qui a été créée sur Fox le 5 février 2020. Diverses stars invitées ont également servi d'hôtes et de juges.

## Filmographie

### Cinéma

#### Longs métrages
- 1996 : Close Up de Przemyslaw Reut : Dave
- 1996 : Ed's Next Move de John Walsh : Le présentateur météo
- 1998 : The Broken Giant d'Estep Nagy : Ezra Caton
- 1998 : Southie de John Shea : Whitey
- 1999 : The Waiting Game de Ken Liotti : Lenny
- 2000 : The Acting Class de Jill Hennessy et Elizabeth Holder : Will Bennett
- 2001 : Series 7 : The Contenders de Daniel Minahan : Narrateur (voix)
- 2005 : The Great New Wonderful de Danny Leiner : Danny Keeler
- 2005 : Sa mère ou moi ! (Monster-in-Law) de Robert Luketic : Kit
- 2006 : Petits suicides entre amis (Wristcutters : A Love Story) de Goran Dukic : Messiah
- 2006 : L'Âge de glace 2 (Ice Age : The Meltdown) de Carlos Saldanha : Lone Gunslinger Vulture (voix)
- 2006 : Camping Car (RV) de Barry Sonnenfeld : Todd Mallory
- 2006 : Bienvenue en prison (Let's go to prison) de Bob Odenkirk : Nelson Biederman IV
- 2007 : Ratatouille de Brad Bird et Jan Pinkava : Horst (voix)
- 2007 : Hot Rod (Hot Rod) d'Akiva Schaffer : Jonathan
- 2007 : Les Rois du patin (Blades of Glory) de Josh Gordon & Will Speck : Stranz Van Waldenberg
- 2007 : Les Frères Solomon (The Brothers Solomon) de Bob Odenkirk : John Solomon
- 2007 : On Broadway de Dave McLaughlin : Tom
- 2008 : Horton (Dr Seuss' Horton Hears a Who !) de Jimmy Hayward et Steve Martino : Vlad (voix)
- 2008 : Semi-pro de Kent Alterman : Lou Redwood
- 2008 : The Comebacks de Tom Brady : Le postier
- 2008 : The Rocker de Peter Cattaneo : Lex
- 2009 : Monstres contre Aliens (Monsters vs Aliens) de Conrad Vernon : Le Maillon Manquant (voix)
- 2009 : Mission-G (G-Force) de Hoyt Yeatman : Kip Killian
- 2009 : Spring Breakdown de Ryan Shiraki : Ted
- 2009 : Brief Interviews with Hideous Men de John Krasinski : Sujet n°11
- 2010 : C'était à Rome (When in Rome) de Mark Steven Johnson : Antonio
- 2010 : Jonah Hex de Jimmy Hayward : Lieutenant Grass
- 2010 : Moi, moche et méchant de Chris Renaud et Pierre Coffin : M. Perkins (voix)
- 2011 : Arrietty, le petit monde des chapardeurs (Kari-gurashi no Arietti) d'Hiromasa Yonebayashi : Pod
- 2014 : La Grande Aventure Lego de Phil Lord et Chris Miller : Bruce Wayne / Batman (voix)
- 2014 : Opération Casse-noisette (The Nut Job) de Peter Lepeniotis : Surly (voix)
- 2014 : Ninja Turtles (Teenage Mutant Ninja Turtles) de Jonathan Liebesman : Vernon Fenwick
- 2016 : Ninja Turtles 2 (Teenage Mutant Ninja Turtles : Out of the Shadows) de Dave Green : Vernon Fenwick
- 2016 : Popstar : Célèbre à tout prix (Popstar : Never Stop Never Stopping) d'Akiva Schaffer et Jorma Taccone : Un reporter de CMZ
- 2017 : Lego Batman, le film (The Lego Batman Movie) de Chris McKay : Bruce Wayne / Batman (voix)
- 2017 : Opération casse-noisette 2 (The Nut Job 2 : Nutty by Nature) de Cal Brunker : Surly (voix)
- 2018 : Teen Titans Go ! Le film (Teen Titans Go ! To the Movies) d'Aaron Horvath et Peter Rida Michail : Slade (voix)
- 2018 : Show Dogs de Raja Gosnell : Frank
- 2019 : La Grande Aventure Lego 2 (The Lego Movie 2 : The Second Part) de Mike Mitchell et Trisha Gum : Batman (voix)
- 2021 : Rumble d'Hamish Grieve : Steve (voix)
- 2022 : Tic et Tac, les rangers du risque (Chip 'n Dale: Rescue Rangers) d'Akiva Schaffer
- 2023 : Une équipe de rêve (Next Goal Wins) de Taika Waititi
- 2025 : Is This Thing On? de Bradley Cooper : Alex Novak (également coscénariste)

#### Courts métrages
- 1998 : Weekend Getaway d'Elizabeth Holder : Chuck
- 2004 : Despacito de J.C Chandor : Pauli
- 2007 : Don't d'Edgar Wright
- 2011 : Beastie Boys : Fight for Your Right Revisited d'Adam Yauch : Un homme

### Télévision

#### Séries télévisées
- 1999 : The Mike O'Malley Show : Jimmy
- 1999 : Sex and the City : Jack
- 2000 : New York 911 (Third Watch) : Kenny
- 2001 : Boston Public : Un vendeur
- 2002 : New York, unité spéciale (Law & Order : Special Victims Unit) (saison 4, épisode 6) : Anthony Damon
- 2002 : Oui, chérie ! (Yes, Dear) : Bobby
- 2002 : Les Soprano (The Sopranos) : Mike Waldrup
- 2003 - 2006 / 2013 / 2018 - 2019 : Arrested Development : Gob Bluth
- 2004 : Will et Grace : Artemus Johnson
- 2005 : Danny Fantôme (Danny Phantom) : Un fantôme
- 2005 : Odd Job Jack : Tiberius McKorkindale
- 2006 : Freak Show : Duncan Schiesst / General Winters
- 2007 : Les rois du Texas (King of the Hill) : Portis
- 2007 - 2009 / 2011 - 2013 : 30 Rock : Devon Banks
- 2008 : 1, rue Sésame (Sesame Street) : Max le magicien
- 2009 - 2010 / 2012 / 2015 - 2016 : The Increasingly Poor Decisions of Todd Margaret : Brent Wilts
- 2009 : Delocated : Un présentateur de télévision
- 2009 : Sit Down Shut Up : Ennis Hofftard / Un vendeur de Hot Dog (voix)
- 2009 : Comedy Showcase : Brent Wilts
- 2010 : Parks and Recreation : Chris
- 2010 - 2011 : Running Wilde : Steven Wilde
- 2011 : The Office : Fred Henry
- 2011 - 2012 : Up All Night : Chris Brinkley
- 2012 : The Cleveland Show : General Richter
- 2013 - 2015 : The Millers : Nathan Miller
- 2014 - 2020 : BoJack Horseman : BoJack Horseman
- 2014 : Les Simpson (The Simpsons) : Député Gratman
- 2014 : Wander (Wander Over Yonder) : Ryder
- 2016 : Unbreakable Kimmy Schmidt : Kitty
- 2016 - 2017 : Flaked : Chip
- 2016 : Bad Internet : Martin Whistlebottom
- 2017 : Les Désastreuses Aventures des orphelins Baudelaire (A Series of Unfortunate Events) : Le père
- 2017 : Les Nouvelles Aventures du Bus magique (The Magic School Bus Rides Again) : Galapagos Gil
- 2017 : Hot Date : Sam Keurig
- 2018 : The Guest Book : Rob
- 2019 : Unikitty ! : Batman / Batkitty (voix)
- 2019 : Riviera : Jeff
- 2021 : The Morning Show : Doug
- 2022 : Our Flag Means Death : Calico Jack

#### Téléfilms
- 2001 : Loomis de Michael Lembeck
- 2003 : L'Invaincu (Undefeated) : L'assistant de Scott Green
- 2004 : Soundtracks Live d'Amy Poehler et Amy Miles : Grand-père Fred
- 2009 : Eva Adams de Mark Waters : Adam Evanston

## Distinctions

### Nominations
- 58e cérémonie des Primetime Emmy Awards : meilleur acteur dans un second rôle dans la série : Arrested development (2006)
- Emmy Awards (édition 60) Emmy Award du Meilleur Acteur Guest Star dans une Série Comique dans : 30 Rock (2008)
- Emmy Awards (édition 62) Emmy Award du Meilleur Acteur Guest Star dans une Série Comique dans : 30 Rock (2010)
- Emmy Awards (édition 63) Emmy Award du Meilleur Acteur Guest Star dans une Série Comique dans : 30 Rock (2011)
- Emmy Awards (édition 64) Emmy Award du Meilleur Acteur Guest Star dans une Série Comique dans : 30 Rock (2012)

## Voix francophones
En France, Philippe Valmont est la voix régulière de Will Arnett. Cyrille Monge, Emmanuel Curtil et Jérémie Covillault l'ont doublé chacun à trois reprises.
Au Québec, il est régulièrement doublé par Daniel Picard.
En France
| - Philippe Valmont dans : - 30 Rock (série télévisée) - Men in Black 3 - The Office (série télévisée) - La Grande Aventure Lego (voix) - La Grande Aventure Lego, le jeu vidéo (jeu vidéo) - Lego Batman, le film (voix) - La Grande Aventure Lego 2 (voix) - Riviera (série télévisée) - Lego Masters USA (émission) - Cyrille Monge dans (les séries télévisées) : - Arrested Development - The Millers - Les Désastreuses Aventures des orphelins Baudelaire - Emmanuel Curtil dans : - Les Frères Solomon - Opération Casse-noisette (voix) - Opération Casse-noisette 2 (voix) | - Jérémie Covillault dans : - Ninja Turtles - Ninja Turtles 2 - Une équipe de rêve - Nicolas Marié dans : - Sa mère ou moi ! - Semi-pro - Boris Rehlinger dans : - Les Rois du patin - The Rocker - Sylvain Agaësse dans (les séries télévisées) : - Parks and Recreation - The Morning Show - Benoît Grimmiaux dans : - BoJack Horseman (voix) - Flaked (série télévisée) Et aussi - François Pacôme dans Les Soprano (série télévisée) - Arnaud Arbessier dans New York, unité spéciale (série télévisée) - Pascal Massix dans Camping-car - Manu Payet dans L'Âge de glace 2 (voix) - Laurent Morteau dans Hot Rod - Serge Biavan dans Mission-G (voix) - Gilles Morvan dans Monstres contre Aliens (voix) - Günther Germain dans Twisted Metal (voix, série télévisée) - Bruno Salomone dans Tic et Tac, les rangers du risque (voix) |

Au Québec
| - Daniel Picard dans : - Allons en prison - Semi-pro - Le rocker - Monstres contre Extraterrestres (voix) - Des Vacances de Printemps d'Enfer - C'était à Rome - Jonah Hex - Le Film Lego (voix) - Les Tortues Ninja - Les Tortues Ninja : La Sortie de l'ombre - LEGO Batman : Le film (voix) - Teen Titans Go! Le film (voix) - Chiens sous enquête - Le film LEGO 2(voix) - François Sasseville dans : - Opération Noisettes - Opération Noisettes 2 | Et aussi - Yves Labbé dans Ma belle-mère est un monstre - Patrice Dubois dans Les Rois du patin - Pierre Auger dans Opération G-Force - Aubert Pallascio dans Détestable-moi (voix) |